# سوومیانا (استان اشوی‌داشکسیه)
سوومیانا (به لهستانی: Słomiana) یک منطقهٔ مسکونی در لهستان است که در گمینا سووپیا (شهرستان کونگسکیه) واقع شده‌است.